# Corderia Ribó
La Corderia Ribó, també coneguda com Can Ribó, va ser una empresa de Badalona dedicada a la fabricació de filats, cordills i retorts de cànem, i sobretot de cordes d'ús nàutic, que va funcionar entre 1850 i 1980.
Va ser fundada entorn 1850 a una casa del carrer de la Creu de Badalona on es filaven i confeccionaven xarxes. Posteriorment es van traslladar al carrer de la Mercè. A la corderia s'hi fabricaven filats, cordills i retorts de cànem, fils de pesca, cordes i eixàrcies. Van fer fortuna sobretot la corda d'ús nàutic, que va continuar utilitzant-se molt fins a la dècada de 1970. També va tenir mercat a Cuba, Veneçuela, Argentina i Mèxic.
Va fer-la créixer de manera important Jaume Ribó i Sayol (1863-1943). El 1911 va absorbir una altra corderia badalonina, Millet i Estapé, i es va quedar amb uns terrenys a la carretera de Mataró, on es va edificar un nou espai fabril, obra de l'arquitecte Joan Amigó i Barriga, si bé els plànols estaven signats per Joan Maymó, segurament perquè era incompatible que Amigó els signés essent arquitecte municipal. Ribó també va dur a terme la mecanització de l'empresa, a partir de 1915, incorporant maquinària procedents dels Estats Units el 1917. També va assolir un contracte de proveïment de cordes amb l'armada espanyola. La corderia, que el 1929 tenia uns 287 treballadors, es va convertir en societat anònima el 1934.
La fàbrica va tancar el 1980. A Jaume Ribó se li va reconèixer la seva tasca com a mecenes i se li va posar el seu nom a un carrer el 1950, que en aquell moment estava al costat de l'empresa quan encara funcionava.